# Таврическая серия
Таврическая серия (также использовались названия таврическая формация, таврические слои, таврические сланцы) — серия (местное стратиграфическое подразделение), распространённая на территории Горного Крыма, датируемая верхним триасом — средней юрой. Сложена флишевыми отложениями — ритмически переслаивающимися песчаниками, алевролитами, аргиллитами.

## Название
Название таврической серии дано по древнегреческому названию горной части Крыма — Таврика или Таврида.

## История изучения
Песчано-глинистые «сланцевые» отложения Крыма были впервые описаны в 1828 году маркшейдером Г. Козиным. Дюбуа де Монпере (1837) и Гюйо (1840—1842) отнесли их к нижней юре. В 1867 году Г. Д. Романовский выделил эти отложения под названием яруса глинистого сланца.
В конце XIX века усилиями Геологического комитета была проведена десятивёрстная геологическая съёмка Крыма, в ходе которой подверглись изучению и Крымские «глинистые сланцы». В 1899 году К. К. Фохт обнаружил в этих слоях остатки двустворчатых моллюсков, определённых как Pseudomonotis ochotica, что позволило отнести данную толщу к верхнему триасу. В 1901 году она была выделена К. К. Фохтом в самостоятельное стратиграфическое подразделение под названием таврических сланцев или таврических слоёв. В некоторых источниках в качестве даты их выделения фигурирует 1910 год.
В 1920—1930-е годы изучение данной толщи и содержащихся в ней остатков фауны проводилось А. С. Моисеевым, который указал на флишевый характер этих отложений. В 1938 году А. С. Попов высказал мысль об их формировании в глубоководных условиях.
В 1938 году А. С. Моисеев выделил в самостоятельное подразделение эскиординскую свиту. В 1949 году М. В. Муратовым была предложена схема расчленения таврической формации на три части, причём эскиординская свита включалась в её состав в качестве средней части. В 1955 году эта схема была раскритикована Б. П. Бархатовым, который предложил выделять в составе таврической серии две свиты: нижележащую таврическую свиту (верхнетриасовую, по его мнению) и вышележащую эскиординскую (имеющую юрский возраст).
С 1970-х годов высказывались мнения, что в действительности эскиординские свита представляют собой самостоятельное стратиграфическое подразделение, одновозрастное таврической серии.
Предлагались и новые схемы расчленения таврических отложений. В 1966 году В. Н. Шванов выделил в их составе семь толщ. Эта схема была в целом принята в 1978 году Д. И. Пановым и соавторами, правда, две нижние толщи были выделены в самостоятельное подразделение — ченкскую свиту.
В 2001 году Д. И. Пановым и его соавторами была предложена новая схема расчленения таврической серии на три свиты. В отличие от схемы, предложенной в 1949 году М. В. Муратовым, она не включала эскиординские отложения. В качестве среднего подразделения принималась ченкская свита и одновозрастная ей свита «моховых камней», которую М. В. Муратов включал в состав верхнего. Верхи таврической серии были датированы началом средней юры (ааленом).

## Горные породы
Таврическая серия сложена флишевыми (ритмически переслаивающимися) терригенными отложениями, то есть состоит из множества повторяющихся циклов или ритмов. Каждый ритм начинается с зернистых пород — песчаников, алевролитов, а заканчивается глинистыми сланцами и аргиллитами. Иногда в основании ритма присутствуют гравелиты или даже конгломераты. Мощность (толщина) ритмов составляет от 5 см до нескольких метров, в среднем от 15—20 см до 20—50 см для разных типов флиша.
Обломочная составляющая пород представлена в основном зёрнами кварца и полевого шпата (плагиоклаза), скреплёнными преимущественно кварц-гидрослюдистым и гидрослюдистым цементом. В песчаниках содержание зёрен кварца достигает 85—95 %, полевых шпатов — 5—15 %. В грубообломочной части содержится до 60—70 % зёрен кварца, до 10 % обломков кремнистых пород и до 6—7 % обломков песчаников, аргиллитов, порфиритов.
Глинистая составляющая сложена минералами хлорит-гидрослюдистой ассоциации.
В аргиллитах и алевролитах встречаются конкреции и конкреционные прослои мощностью от 1 до 15 см. Они сложены микрозернистыми карбонатами магнезит-сидеритового состава. Присутствуют и текстуры «конус в конусе».
Для пород таврической серии характерна лиловато-сизая и красноватая окраска, что связано с присутствием в их составе окисленного железа.

## Палеонтологическая характеристика
Макроскопические остатки ископаемых организмов встречаются довольно редко. Среди них в научной литературе отмечены позднетриасовые двустворки Monotis, раннеюрские аммониты Aegoceras, Liparoceras, белемниты Dactyloteuthis. В бо́льшем количестве фоссилии можно обнаружить на микрофотографиях шлифов пород таврической серии, где попадаются остатки иглокожих, брахиопод, мшанок, двустворок, губок и растительности.

## Тектоническое строение
Отложения таврической серии смяты в многочисленные складки, во многих местах отмечается опрокинутое залегание пород, углы падения достигают 60—87°.

## Происхождение
Породы таврической серии в основном представляют собой турбидиты — отложения мутьевых потоков на континентальном склоне глубоководного бассейна, который в начале мезозоя находился на месте Крымских гор.
В. С. Милеевым и соавторами в составе таврической серии было выделено две субфации. Альминская субфация характеризуется преобладанием зернистой составляющей — песчаников и алевролитов, наличием карбонатного цемента, присутствием растительного детрита. Патильская субфация отличается преобладанием аргиллитов, отсутствием растительного детрита. Первая из них интерпретируется как проксимальная, связанная с верхней частью континентального склона, а вторая как дистальная, более глубоководная. При этом одновозрастные эскиординские отложения рассматриваются как шельфовые, прибрежно-морские.
Снос терригенного материала предположительно происходил в основном с юга, с гипотетического террейна, располагавшегося на месте современного Чёрного моря (в работах В. С. Милеева он фигурирует под названием Эвксиния). В реконструкциях В. В. Юдина вместо единого террейна присутствует ряд более мелких, которые он называет Крымией, Мизией и Дзирулией.
Сам бассейн, где накапливались толщи турбидитов, В. С. Милеев называл Таврическим и реконструировал его как рифтовый прогиб. Д. И. Панов полагал, что этот прогиб возник на месте реликта древнего океана Палеотетис, прекратившего существование в конце триаса. Согласно более поздним реконструкциям В. В. Юдина, основанным на палеомагнитных данных, это был не узкий прогиб, а обширный глубоководный бассейн, часть древнего океана Мезотетис, который достигал в ширину около 1,5—2 тыс. км.
В результате движения континентальных плит этот бассейн закрылся, а отложения таврической серии и одновозрастных ей формирований в условиях сжатия подверглись сильной складчатости с надвиганием толщ северного борта бассейна на его осевую часть. В результате сформировалась нынешняя очень сложная чешуйчато-складчатая структура этих стратиграфических подразделений. По мнению Д. И. Панова, это произошло к началу байосского века, поскольку байосские отложения перекрывают более древние и имеют другой стиль деформаций. Согласно реконструкциям В. В. Юдина, полное закрытие бассейна завершилось к началу мелового периода.

## Подразделения
Д. И. Пановым и соавторами было предложено деление таврической серии на три части:
- Нижнетаврическая свита, соответствующая карнийскому и норийскому ярусам верхнего триаса.
- Свита «моховых камней» (на южном побережье Крыма) и ченкская свита (в междуречье Бодрака и Марты), соответствующие синемюрскому и нижней части плинсбахского яруса нижней юры.
- Верхнетаврическая свита, соответствующая верхней части плинсбахского, тоарскому и нижней части ааленского яруса юры. В её составе выделено пять толщ, сменяющих друг друга снизу вверх:
  - Толща I — аргиллитовая.
  - Толща II — с «табачными» песчаниками.
  - Толща III — тонкоритмичный флиш.
  - Толща IV — разноритмичный флиш.
  - Толща V — аргиллитовый субфлиш.

Согласно данной схеме, между нижней и средней частями таврической серии имеется перерыв (стратиграфическое несогласие), соответствующий рэтскому и геттангскому ярусам.
| Возраст   | Возраст          | Возраст                            |                                   | Районы                  | Районы                           | Районы                           | Районы                           |
| Система   | Отдел            | Ярус                               |                                   | Южный берег Крыма       | Р. Кача, р. Марта                | Верховье р. Бодрак               | Р. Альма                         |
| --------- | ---------------- | ---------------------------------- | --------------------------------- | ----------------------- | -------------------------------- | -------------------------------- | -------------------------------- |
| Юрская    | Средний (доггер) | Ааленский                          |                                   | Верхнетаврическая свита | Верхнетаврическая свита, толща V | Верхнетаврическая свита, толща V | Верхнетаврическая свита, толща V |
| Юрская    | Нижний (лейас)   | Тоарский                           |                                   | Верхнетаврическая свита | Верхнетаврическая свита, толща V | Верхнетаврическая свита, толща V | Верхнетаврическая свита, толща V |
| Юрская    | Нижний (лейас)   | Тоарский                           | Верхнетаврическая свита, толща IV | Верхнетаврическая свита |                                  |                                  |                                  |
| Юрская    | Нижний (лейас)   | Плинсбахский                       |                                   | Верхнетаврическая свита |                                  |                                  |                                  |
| Юрская    | Нижний (лейас)   | Верхнетаврическая свита, толща III |                                   | Верхнетаврическая свита |                                  |                                  |                                  |
| Юрская    | Нижний (лейас)   | Верхнетаврическая свита, толща II  |                                   | Верхнетаврическая свита |                                  |                                  |                                  |
| Юрская    | Нижний (лейас)   | Верхнетаврическая свита, толща I   |                                   | Верхнетаврическая свита |                                  |                                  |                                  |
| Юрская    | Нижний (лейас)   |                                    | Свита «моховых камней»            |                         | Ченкская свита                   |                                  |                                  |
| Юрская    | Нижний (лейас)   | Синемюрский                        | Свита «моховых камней»            |                         | Ченкская свита                   |                                  |                                  |
| Юрская    | Нижний (лейас)   | Геттангский                        |                                   |                         |                                  |                                  |                                  |
| Триасовая | Верхний          | Рэтский                            |                                   |                         |                                  |                                  |                                  |
| Триасовая | Верхний          | Норийский                          |                                   | Нижнетаврическая свита  |                                  | Нижнетаврическая свита           |                                  |
| Триасовая | Верхний          | Карнийский                         |                                   | Нижнетаврическая свита  |                                  | Нижнетаврическая свита           |                                  |